# روبن ميدلتون
روبن ميدلتون (بالإنجليزية: Robin Middleton) هو لاعب كرة الريشة بريطاني، ولد في 8 فبراير 1985 في ليدز في المملكة المتحدة.

## وصلات خارجية
- روبن ميدلتون على موقع BWF.tournamentsoftware.com (الإنجليزية)
- روبن ميدلتون على موقع BWFbadminton.com (الإنجليزية)
- روبن ميدلتون على موقع اللجنة الأولمبية الدولية (الإنجليزية)
- روبن ميدلتون على موقع أوليمبيديا (الإنجليزية)
- روبن ميدلتون على موقع اللجنة الأولمبية الأسترالية (الإنجليزية)